# Änglagård
Änglagård – szwedzka grupa muzyczna grająca rock progresywny oraz rock symfoniczny, wzorująca się na takich zespołach jak Cathedral, King Crimson, Genesis, Trettioåriga Kriget, Schicke Führs Fröhling czy Van der Graaf Generator. Änglagård został założony w 1991 roku przez Torda Lindmana oraz Johana Högberga. W 1994, po nagraniu albumu Epilog zespół został rozwiązany. W 2009 muzycy ogłosili jednak, że pracują nad nowym materiałem, a w lipcu 2012 pojawił się nowy album formacji zatytułowany Viljans Öga.

## Obecni członkowie
- Jonas Engdegård – gitary
- Thomas Johnson – instrumenty klawiszowe
- Anna Holmgren – flet
- Johan Brand – bas
- Mattias Olsson – bębny i perkusja

## Byli członkowie
- Tord Lindman – gitary i śpiew

## Dyskografia
- Hybris (1992, album studyjny)
- Epilog (1994, album studyjny)
- Buried Alive (1996, album koncertowy)
- Viljans Öga (2012, album studyjny)
- Prog på svenska – Live in Japan (2014, album koncertowy)[3]